# Etnostat alb

Teritoriile din nord-vestul Statelor Unite unde se dorește înființarea unui stat dominat de albi conform Northwest Territorial Imperative.

Un etnostat alb este o formă statală în care dreptul la cetățenie și dreptul de ședere este acordat strict persoanelor albe⁠(d) și unde accesul persoanelor de culoare (e.g. negrii, asiaticii etc.) este interzis. Ideea unui stat dominat de albi în Statele Unite este propusă de mișcări supremațiste, naționaliste și separatiste precum Ku Klux Klan sau alt-right.
Istoric vorbind, Australia a încercat să înființeze un stat destinat exclusiv populației albe prin restricționarea imigrației nonalbe și asimilarea aborigenilor în politicile sale. În perioada apartheidului, guvernul Africii de Sud a încercat să implementeze o politică prin care etnicii africani să fie mutați în bantustane⁠(d) prin diverse mijloace (i.e. deportări, segregare etc.) cu scopul de a înființa state separate.

## Propuneri

#### Statele Unite ale Americii
În perioada contemporană, partea de nord-vest a Statelor Unite⁠(d) (Washington, Oregon, Idaho și o parte din Montana) a fost propusă de nenumărați adepți ai supremației albe ca teritoriu potrivit pentru înființarea unui stat destinat doar populației albe. Ideea - cunoscută sub denumirea de Northwest Territorial Imperative -  a fost promovată de Richard Girnt Butler, Robert Jay Mathews, David Lane, Harold Covington, de organizația teroristă The Order, organizația neonazistă Aryan Nations, grupările Volksfront⁠(d) și Northwest Front etc. Teritoriile în cauză coincid cu cele însuși demișcarea de independență Cascadia⁠(d) care urmărește să creeze o republică independentă care să includă partea de nord-vest a Statelor Unite, părți din California de Nord⁠(d) și din Columbia Britanică. Unii extremiști de dreapta utilizează termenul „American Redoubt⁠(d)” pentru a descrie un plan identic cu cel prezentat în Northwest Territorial Imperative. Alte teritorii care au fost luate în considerare pentru înființarea unui etnostat alb sunt statele din Sud pe motiv că în regiune au existat în trecut mișcări de secesiune și aici a luat naștere Statele Confederate ale Americii. Un alt exemplu este Shield Wall Network (SWN). Înființată de Billy Roper, SWN este o organizație neonazistă situată în Mountain View, Arkansas⁠(d) prin care se încearcă fondarea unui „etnostat alb” în regiunea Ozark și este asociată cu alte grupuri separatiste precum Ku Klux Klan (KKK), Knights Party din Harrison, Arkansas⁠(d), League of the South (LS) și Mișcarea Națională Socialistă (NSM). Regiunea a devenit însă atractivă pentru adepții identității creștine precum Church of Israel și diverși membri ai mișcării patrioților creștini⁠(d) care au stabilit tabere paramilitare de antrenament. Fosta organizație neonazistă Traditionalist Worker Party⁠(d) (TWP) condusă de Matthew Heimbach⁠(d) avea ca scop înființarea unui stat destinat doar albilor sub numele de „Avalon” și fundamentat pe principiile ideologice ale nazismului, ortodoxiei răsăritene și ale diferitelor versiuni de fascism european - precum legionarismul și fascismul britanic⁠(d).

#### Africa de Sud
După încheierea apartheidului, unele organizații naționaliste de afrikaneri - printre care Afrikaner Weerstandsbeweging - au început să promoveze ideea unui Volkstaat⁠(d) stabilit în provincia Western Cape.

## Încercări

#### Africa de Sud
În perioada apartheidului, guvernul sud-african aflat sub conducerea Partidului Național⁠(d), a încercat să transforme Africa de Sud într-un stat destinat doar populației albe și să să mute populația de culoarea în bantustane. După eliminarea politicii, unele grupuri de afrikaneri precum Afrikaner Weerstandsbeweging și Afrikaner Volksfront⁠(d), au început să promoveze ideea unui Volkstaat (patrie).Orașul Orania, Northern Cape reprezintă o manifestare a ideii de Volkstaat.

#### Australia
Timp de 72 de ani, din 1901 până în 1973, Australia a implementat o politică intitulată „White Australia” (în română Australia Albă) cu scopul de a exclude persoanele de altă origine decât cea europeană.

#### Statele Unite
În 2013, supremațistul Craig Cobb⁠(d) a încercat să preia conducerea micului oraș Leith⁠(d) din Dakota de Nord pentru a-l transforma într-o enclavă neonazistă. Această acțiune a eșuat din cauză comportamentului abuziv al lui Cobb față de locuitori. Evenimentele sunt explorate pe larg în documentarul Welcome to Leith⁠(d). Ideile naționalismului alb sunt evidente în Legea naturalizării din 1790⁠(d) care permitea persoanelor albe să aplice pentru cetățenie numai dacă locuiesc în Statele Unite de cel puțin doi ani și nu au comis infracțiuni. Cetățenii considerați „nonalbi” puteau să emigreze în Statele Unite într-un număr limitat conform Legii Johnson-Reed începând din 1924. Legea McCarren-Walter din 1952 a modificat legea din 1924 și a limitat și mai mult numărul de imigranți. Concomitent a permis imigrația asiaticilor. Discriminarea în domeniul migrației s-a încheiat odată cu Legea privind imigrația și naționalitatea din 1965⁠(d).

#### Noua Zeelandă
Noua Zeeland a implementat o politică identică cu cea utilizată în Australia cu scopul de a elimina intrarea în țară a asiaticilor și a altor persoane de origine noneuropeană. După cel de-al Doilea Război Mondial, un memorandum din 1953 al Departamentului pentru Afaceri Externe a formulat această lege în termeni și mai clari. Legile au fost relaxate abia în anii 1970 și 1980.
„Imigrația noastră este bine fundamentată pe principiul că suntem și intenționăm să rămânem o țară de dezvoltare europeană. Este inevitabil discriminatoriu împotriva asiaticilor - într-adevăr împotriva tuturor persoanelor care nu sunt în totalitate de rasă și culoare europene. Deși am făcut multe pentru a încuraja imigrația din Europa, facem totul pentru a o descuraja pe cea din Asia”.

#### Germania Nazistă
Planul lui Adolf Hitler de a crea un superstat nordic/arian care să conducă majoritatea Europei, să domine peisajul său geopolitic și să elimine toate persoanele care nu erau considerate „pure” conform principiilor naziste. Scopul Germaniei Naziste era de a transforma o mare parte din Europa Centrală și de Est într-o patrie „ariană” prin purificare etnică, genocid și deportări în masă ale populațiilor slave, evreiești și țigănești.

#### Rhodesia
În 1965, premierul de atunci Ian Smith a declarat independența Rhodesiei cu scopul de a preveni preluarea conducerii de către persoanele de culoare și conservarea culturii albe.